# Vincenzo Cabianca
Vincenzo Cabianca (n. 21 iunie 1827, Verona, Italia – d. 21 martie 1902, Roma, Regatul Italiei)  a fost un pictor italian din grupul Macchiaioli⁠(d).

## Biografie

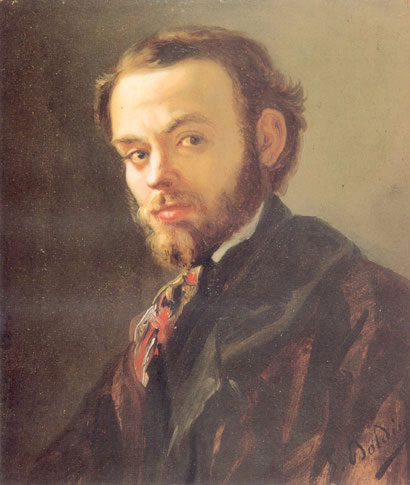
Portretul lui Cabianca de

S-a născut la Verona în condiții modeste. Și-a început formarea artistică la Academia din Verona sub îndrumarea lui Giovanni Caliari, iar apoi a studiat la Academia de la Veneția între 1845 și 1847. Admirator al lui Giuseppe Mazzini, a devenit asociat cu mișcarea Tinerei Italii și a fost luat prizonier în timp ce participa la apărarea Bolognei în 1848. După eliberare, a locuit la Veneția din 1849 până în 1853.
În anii 1850, Cabianca a făcut cunoștință cu câțiva artiști, printre care Adriano Cecioni⁠(d), Cristiano Banti și Telemaco Signorini⁠(d), care frecventau Caffè Michelangiolo din Florența, care vor fi cunoscuți sub numele de Macchiaioli⁠(d). A devenit prieten cu Signorini și a călătorit cu acesta și cu Banti la Paris. Influența prietenului său l-a determinat pe Cabianca să se îndepărteze de picturile de gen și să se orienteze spre un realism mai îndrăzneț, începând cu 1858. La fel ca ceilalți Macchiaioli, a pictat peisaje En plein air⁠(d), dar a fost mai reticent decât prietenii săi să renunțe subiectele istorice și literare.
Cabianca a pus accentul pe contraste puternice contraste de valori în picturile sale. Cecioni l-a descris drept „cel mai declarat, violent și dezinhibat macchiaiolo”. Angelo de Gubernatis⁠(d), care i-a numit pe Macchiaioli „dușmani ai oricărui convenționalism și cercetători preciși ai efectelor”, l-a descris pe Cabianca ca fiind interesat în principal de efectele luminii solare. Gottardo Garollo, în Dizionario Biografico, îl descrie pe Cabianca drept un pictor al „efectelor Soarelui”.
Multe dintre picturile sale înfățișează călugărițe; un exemplu binecunoscut este Le monachine (Călugărițele; 1861–62, expoziție din Torino). Alte lucrări din anii 1860 includ La Mandriana și Il Porcile al sole (1860). Întorcându-se din călătoriile din Toscana și Paris în 1864, și-a stabilit domiciliul la Parma din 1864 până în 1868, apoi s-a mutat la Roma.
Printre alte lucrări ale sale se numără Il bagno fra gli scogli; Sant'Angelo all' Isola di Giudecca; Reminiscenze del mare; Gondola bruna; La neve in Ciociaria⁠(d); Le mura del convento și Sotto il portico dei barattieri a Venetia. La Napoli, în 1877, a expus Piccola via presso Perugia; La neve; Una casa ad Anacapri și Reminiscenze d'Amalfi. La Roma, în 1883, a expus Rocca di Papa; Il caligo a Venice; Sul far del giorno; La pace del Chiostro; și Una sera sulla laguna. De asemenea, a pictat în acuarele, printre care La neve a Venice, Il fait sa cour și Sulla marina di Viareggio.
Lucrările din ultimii ani ai lui Cabianca arată influența simboliștilor și a prerafaeliților. A murit la Roma la 21 martie 1902.
Printre colecțiile care dețin lucrări ale lui Vincenzo Cabianca se numără Galleria Nazionale d'Arte Moderna⁠(d), Roma și Muzeul Brooklyn.

## Picturi (selecție)

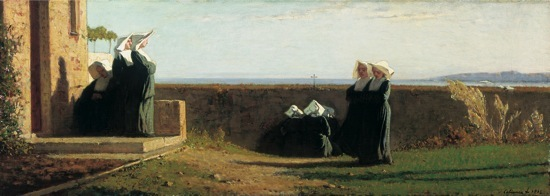
Călugărițele (1861)
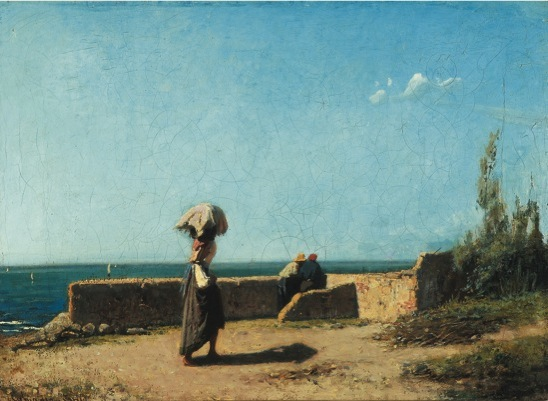
Faleza (1860)
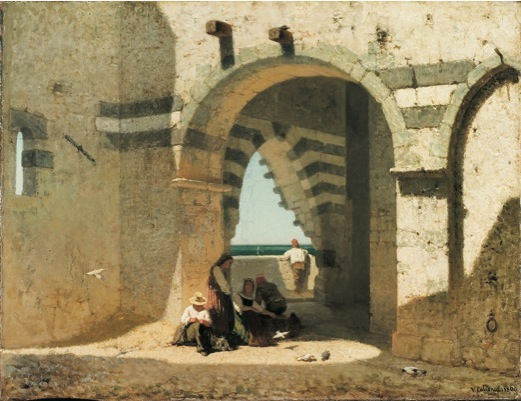
Biserica Sf. Petru din Porto Venere (1860)
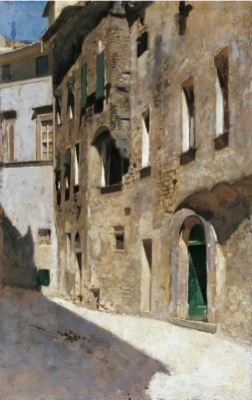
Lumina soarelui (1870)
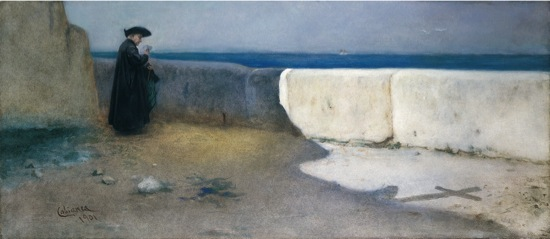
Dimineața (1901)